# Drapeau de Brême
Le drapeau de Brême est le drapeau officiel et l'emblème de la ville de Brême et de la ville hanséatique libre de Brême, un des länder de la République fédérale d'Allemagne. Il est paré de rouge et blanc, avec minimum de huit rayures, et un damier au niveau de la base du drapeau. Il est surnommé de façon populaire, ainsi que parfois de façon officielle, le Speckflagge, que l'on peut traduire par drapeau de lard. Le drapeau de l'état inclut au centre du drapeau une clef et trois lions. Les administrations locales privilégient le plus souvent une autre version avec au centre un motif représentant le blason de la ville.
Le drapeau de Brême tire ses couleurs de l'Hanse et plusieurs drapeaux de l'Hanse, couleurs impériales : le rouge et le blanc.
Alors que le club Werder Brême ne trouvait pas de sponsor au début des années 1970 pour son maillot, la ville de Brême proposa au club de jouer avec comme couleur de maillot celles du drapeau, situation qui dura près de trois ans.

## Reproductions
Dans les cas où un écusson est dessiné en son centre, le drapeau voit son nombre de bandes varier, passant de huit pour l'écusson simple de la ville, à douze pour celui aux lions.

### Versions actuelles

Drapeau du Land
Drapeau administratif avec l'écusson central
Drapeau du Land avec l'écusson aux lions (du sénat du Land)
Drapeau de l'administration maritime (1952)

### Versions historiques

Drapeau de l'administration maritime (1891–1892)
Drapeau du Land au cours de l'empire allemand
Signe de reconnaissance des Weserlotsenfahrzeuge (1935-1945)

### Autres drapeaux et insignes de Brême

Écusson de la ville
Ancien drapeau de l'Hanse de Brême, du XIVe siècle